# Петар II Петровић Његош
Петар  Петровић Његош (1/13. новембар 1813 — 19/31. октобар 1851) био је српски православни владика црногорски и брдски, поглавар Старе Црне Горе и Брда од 1830. до 1851. године, књижевник и филозоф.
Један је од највећих српских пјесника и филозофа. Његош је остао упамћен као веома харизматична и маркантна личност српске историје, и такође као дубоко просветљена мисаона фигура, о чему сведоче његови литерарни радови.
Рођен је у селу Његуши, близу Цетиња, као Радоје „Раде” Томов Петровић, а образовао се у неколико манастира у Црној Гори и постао је духовни и свјетовни вођа Црне Горе након смрти свог стрица Петра I. Пошто је уклонио све почетне унутрашње противнике својој владавини, сконцентрисао се на уједињавање црногорских племена и успостављање централизоване државе. Увео је редовне порезе и низ нових закона да замијене оне које су његови претходници увели много прије њега. Увођење пореза се показало врло непопуларним међу црногорским племенима и због тога је током његове владавине избило неколико буна. Његошева владавина је такође обиљежена сталним политичким и војним сукобом са Османским царством и његовим покушајима да прошири територију Црне Горе уз добијање безусловног признања од Високе порте.
Залагао се за ослобођење и уједињење свих Срба и био је спреман да се одрекне својих свјетовних власти зарад уједињења са Србијом.
Његош је поштован као пјесник и филозоф, а најпознатији је по својој епској поеми Горски вијенац, која се сматра за ремек-дјело српске и јужнословенске књижевности. Друга његова важна дјела су Луча микрокозма, Огледало српско и Лажни цар Шћепан Мали. Као изразити српски родољуб, Његош у својим књижевним радовима скоро 200 пута спомиње Србе и Српство. Био је познат и као велики противник Доситеја Обрадовића, за којег је у једном писму Милошу Обреновићу рекао да га презире и тражио да се забране његова дјела.
Сахрањен је у малој капели на Ловћену, коју су срушили Аустроугари у Првом свјетском рату. Његови остаци су премјештени у Цетињски манастир, а потом у обновљену капелу 1925. године. Капела је уз подршку југословенске владе 1974. замењена Мештровићевим маузолејом.
Петар II Петровић Његош је на нивоу Митрополије Црногорско-приморске канонизован, и уведен у ред светитеља као Свети Митрополит Петар Други Ловћенски Тајновидац. На нивоу Митрополије црногорско-приморске, 19. мај је установљен као датум празновања Светог Митрополита Петра Други Ловћенског Тајновидца као светитеља.

## Биографија

### Поријекло и дјетињство
Према предањима и многим истраживачима који су се бавили генезом његушких Петровића (Јован Ердељановић, Павле Ровински итд), према сјећањима најстаријих Петровића као и самог црногорског владике Петра II Петровића Његоша, они воде поријекло из централне Босне, из околине Травника (или Зенице). Покренути су из ових крајева 1463. године падом Босне под Турке. Једно вријеме су се задржали на невесињској висоравни, а ускоро су се и одатле повукли према Црној Гори. По Ковијанић Ристи, у књизи „ Помени црногорских племена у которским споменицима“, (књига II)- которски нотарски списи, забиљежено је да је предак Петровића, Херак Хераковић, 1441. године био настањен у Дробњаку. Још 1399. године у Дробњаку се спомиње и Хераков дјед, Ђурађ Богутовић. Само име племена или краја не подразумијева да су и каснији припадници одређеног племена или краја одувијек живјели на тој територији, поготово што се зна да су многи од тих крајева, прије турског освајања, у средњем вијеку били само повремено насељени катуни. Два су велика таласа насељавања у Црну Гору након турских освајања, из Босне и са сјевера данашње Македоније.
Владика Петар II Петровић Његош родио се 1813. године „крај огњишта” на Његушима, као други син Томе Маркова Петровића, најмлађег брата владике Петра , и Иване Пророковић, из села Пророковића. На 450 страни сабраних Његошевих писама у књизи I из 1951. године пише:
Његош је на крштењу добио име Рафаел, али се звао Радивој, а најрадије су га звали Раде.
По Вуку Караџићу његово крштено име било је "Радоје". У народу је остало владика Раде. По завладичењу он се потписивао само својим калуђерским именом — Петар и презименом — Петровић: владика Петар Петровић. Међутим, у народу није био познат као владика Петар него управо као владика Раде. Владиком Петром народ је називао једино његовог стрица. Његош никада није употребљавао оно II уз Петар, него је то додато касније, као и I уз име његовог стрица, да би их разликовали. Не зна се тачно због чега је узео додатак Његош, а не Његуш, као што би требало према имену његовог племена и најужег завичаја. Претпоставља се да је то преузео од стрица владике Петра, који је каткад уз своје презиме додавао Његош, а не Његуш.
Раде је провео дјетињство у Његушима. Владика Петар , његов стриц, узео га је к себи 1825. у Цетињски манастир да га школује монах Мисаил Цветковић Бајкуш и владичин секретар Јаков Цек. Ту је Раде написао своје прве пјесме да забавља локалне главаре и свештенике. Средином те године, Раде је био послат у манастир Топлу код Херцег Новог, гдје му је старјешина манастира Јосип Троповић предавао италијански, математику, црквено пјевање, псалтир и друге предмете. Његош је често посјећивао службе у оближњем манастиру Савина. У Топли је остао до краја 1826. када се вратио на Цетиње.

### Избор за насљедника
Посљедње године живота владике Петра I обиљежене су његовим све горим здрављем и сталном немогућношћу да себи нађе наследника. Звање црногорске владике је традиционално било у посједу породице Петровић, и оно је прелазило са стрица на нећака, пошто се од владике захтијевало да буде нежења. Петров први избор је био Митар Петровић, син његовог најстаријег брата Стјепана. Митар је умро након неколико година и Петар I је био приморан да пронађе другог насљедника. Своју пажњу је усмјерио на Ђорђија Савова Петровића, сина свог другог брата. Пошто је Ђорђије био неписмен, Петар I га послао у Санкт Петербург да похађа школу. Тамо је Ђорђије схватио да му се више свиђа живот у Русији него у Црној Гори. Свом стрицу је 1828. послао писмо у ком га је обавијестио да жели да се пријави у руску царску војску и затражио да буде ослобођен наслеђивања. Петар је 1829. обавијестио Јеремију Гагића, руског вицеконзула у Дубровнику и руској вези са Црном Гором да Ђорђије има његову дозволу да ступи у руску војску, чиме је лишен владичанског трона.
Избор је пао на младог Рада, па га је владика Петар за свог насљедника прогласио 20. јануара 1827. Како Раде није имао формално образовање, владика Петар је желио да га пошаље у Русију, али није имао новца да плати школовање, па га је сам учио италијански, руски, њемачки, енглески и француски. Такође му је омогућио приступ његовој богатој библиотеци. Послије му је стриц довео за учитеља Симу Милутиновића Сарајлију. Сарајлија му је предавао историју, књижевност и филозофију.
Прије своје смрти, остарели владика је издиктирао своју посљедњу жељу Сими Милутиновићу Сарајлији. Владика је именовао Радета за свог насљедника и пренио на њега све своје духовне и свјетовне овласти. Владичина последња жеља је такође проклињала сваког ко би жртвовао традиционалне црногорске везе са Русијом у замјену за боље односе са Аустријом. Противници породице Петровић су тврдили да је Милутиновић фалсификовао тај документ као би Раде постао владика, а као доказ су истицали њихово блиско пријатељство.

### Сламање опозиције
Послије стричеве смрти, 1830, Његош је примио управу над Црном Гором. Петар I је у тестаменту одредио Рада за свог насљедника. Међутим, то право је оспоравао гувернадур Вуколај Радоњић, који је сматрао да он треба да буде једини владар Црне Горе. Исто као што се владика бирао из породице Петровића, тако је по традицији титула гувернадура припадала породици Радоњић. Иако титула гувернадура није била никада прецизирана, Радоњићеве присталице су сматрале да је по значају једнака титули владике. Вуколај Радоњић је покушао да истакне првенство свог звања у свјетовним питањима, али није успио да стекне подршку главара. Радоњић је тајно одржавао везе са Аустријом. Када је то откривено, црногорски главари су осудили Радоњића на смрт, али је Петар II преиначио казну у прогонство и укидање звања гувернадурства у Црној Гори. Његош је већ првих година владавине почео озбиљно да ради на јачању државне власти. Најприје је, уз подршку већине главара у новембру 1830. године донио одлуку о укидању гувернадурског звања.
Почетком 1831. године, примио је монашки постриг, узевши име Петар, у спомен на стрица, покојног владику Петра. За јерођакона и јеромонаха рукоположио га је рашко-призренски митрополит Ананије (1830—1836), који је младог Петра потом произвео и у звање архимандрита. Тиме је Његошев положај био знатно ојачан, иако још увек није био завладичен. Ово веома важно питање није могло бити ријешено одмах. Стицајем околности, у Црну Гору је током наредне, 1832. године, допутовао ужички епископ Никифор Максимовић (1831—1853) који је знатно помогао Његошу у вршењу црквених послова, пошто је као владика био у прилици да по Његошевом налогу рукополаже нове свештенике. Међутим, то је било само привремено рјешење, које је трајало до наредне године, када је коначно ријешено и питање о Његошевом владичанском звању.

### Успостављање Правитељствујушчег сената
Почетак Његошеве владавине обиљежен је оживљавањем традиционалног савеза Црне Горе са Русијом. Односи између двије државе су били мотивисани потребом Црне Горе да има моћног савезника који би могао да пружи политичку и финансијску подршку њиховој слабој држави и руском жељом да искористи стратешки положај Црне Горе у геополитичкој бици са Аустријом. Српски православни манастир на Цетињу и институција владике су преживјели вијекове захваљујући руској подршци, али посљедње године владавине Петра I су обиљежене захлађењем руско-црногорских односа. Пошто је протјерао Радоњиће, Његош је 1832. укинуо звање гувернадура. Овај потез му није донио никакве нове моћи, пошто је Русија инсистирала на оснивању на Правитељствујушчег сената црногорског и брдског, чија је сврха била да ограничи и регулише моћи владике. Као и случају Правитељствујушчег совјета у устаничкој Србији, већину чланова сенате су изабрали Руси због њихових политичких ставова који су често више одговарали Санкт Петербургу него Бечу. Створен да замјени Кулук који је образовао Петар I 1798, Сенат је успоставио Иван Вукотић, црногорски дипломата у служби Русије. Њега је Русија послала на Цетиње 1831. заједно са његовим нећаком Матијом Вучићевићем. Њих двојица су потицали из Зетске равнице коју су у то доба држали Турци и велики део свог живота су живили у Русији. Дат им је задатак да успоставе јаку централну власт која би могла контролисати бројна црногорска племена. Вукотићи су били прилично богати, пошто су наслиједили велике количине новца од једног племића и имали су искуство подофицира у руској војсци. Вукотића и Вучићевића је пратио Димитрије Милаковић, полиглота родом из Дубровника који је студирао филозофију у Бечу. Милаковић ће касније постати Његошев лични секретар, замјенивши на том мјесту Милутиновића.
Осим што је морао да води рачуна о руском мијешању у унутрашњу политику, Његош се суочио са другим ограничењима своје власти. Није имао војску, милицију или полицију коју би спроводили његову власт на територији коју је номинално контролисао и морао је да се ослања на ратнике из свог братства зарад заштите. Племена на ободу Црне Горе су често или одбијала да га слушају или су склапали савезе са његовим противницима. Пљачкашки походи, који су залазили дубоко у османску Херцеговину, су се дешавали често и они су се показали важним за економски опстанак региона. Иако су такви упади нормално проузроковали оштар одговор Турака, Његош је био немоћан да их заустави.
Образовање Правитељствујушчег сената је увело неки вид реда у Црногорску политику. Вукотић је проглашен за предсједника Сената, а Вучићевић је постао његов потпредсједник. Сенат је укупно био сачињен од дванаест особа који су добијали годишњу плату од 40 талира. Имао је законодавну, судску и извршну власт и био је прва државна институција у модерној историји Црне Горе. Могућност било какве озбиљне опозиције образовању Сената је била уклоњена именовањем важних главара и других истакнутих грађана за сенаторе. Сам Његош није био члан Сената, којим су првих година његовог постојања доминирали Вукотић и Вучићевић. Одлуке Сената је спроводила милицијско-полицијска организација названа Гвардија. Она је имала регионалне представнике широм племенских територија, а сједиште јој је било у Ријеци Црнојевића. Сви њени виши заповједници су називани капетани и били су бирани међу најистакнутијим људима из братстава. Почетни број припадника Гвардије је био 150, али је касније тај број нарастао на 420. Руске субвенције су осигурале да сви њени припадници добију плате без кашњења. Централна власт је даље ојачана увећањем броја перјаника, владичине личне гарде.

### Битка за Подгорицу и први покушаји опорезивања
Топ „зеленко” који се налази у Биљарди. Црногорци су га донијели на Цетиње са Жабљака Црнојевића. Његош је наредио да се на њему урежу стихови:
„Црногорци кад оно витешки,
Жабљак тврди турски похараше;
Онда мене старца заробише, На Цетиње србско довукоше
Мјесеца марта 10.1835.”
Деветнаестогодишњи Његош је 1832. наредио напад на муслиманска племена из Подгорице, која су помагала Турцима да угуше побуне у Босни и сусједној Албанији. Као и прије када су владика и гувернадур заједно водили црногорске ратнике у битку, Његошу су се придружили Вукотић и његови људи. Црногорцима су такође помагали побуњени Хоти из сјеверне Албаније. Ипак, Његош и његова војска су и даље били у заостатку, пошто нису имали јасну стратегију како да се боре против Турака и нису очекивали да ће Турци довести коњицу на бојиште. Црногорски герилски приступ ратовању није погодовао заузимању града као што је Подгорица, чији су високе зидине учинили је непробојном за нападе из оближње равнице. Покретањем напада Његош је такође ризиковао погоршање односа са Русима, који су у то вријеме били у савезу са Турцима. Црногорци си били надјачани и приморани на повлачење, повевши са собом многе рањене. За Његоша је пораз постао стални разлог за кајање. Велики везир Решид Мехмед-паша је искористио прилику и као одмазду за напад, напао је низ црногорских вароши и села, набијајући на колац и вешајући све Црногорце које је заробио. Каснији политички притисак Русије је одвратио Његоша од тражења освете.
Као одговор на пораз код Подгорице, Црногорци су образовали савез са околним муслиманским племенима која су била непријатељски настројена према Порти. Таквим потезом Његош је ризиковао даље удаљавање од Русије, на чију су се помоћ Црногорци очајнички ослањали. Да би неутралисао сумње да Црна Гора дјелује против руских интереса, одржавао је блиске односе са вице-конзулом Грујићем, који је савјетовао цара да је Његош био зависан од Руса као и увијек.. У једном од својих писама Грујићу, Његош је забиљежио да је посљедњи савјет који му је дао Петар I прије своје смрти било да се „моли Богу и држи Русије“..
Вукотић је 1833. увео редовно опорезивање. Исто као и Вукотић, и Грујић и Његош су схватили да без опорезивања Црна Гора нема шансе да функционише као централизована држава, а још мање да оснује независну војску или преживи без ослањања на пљачку или руску помоћ. Иако су порези били мали, племена су се оштро супротстављала новим законима, који никада нису успјели да донесу више прихода него средства добијена од руске помоћи. Многи главари су одбијали да уведу порезе својим племенима, а чак су изазивали Његоша да дође и сам их прикупи.

### Путовање у Санкт Петербург и посвећење за владику
На народном збору 23. маја 1833. одлучено је да Његош пође у Русију, у Санкт Петербург како би га тамо завладичили и како би изнео молбе за помоћ Русије Црној Гори. На пут је кренуо 3. јуна, приликом чега је боравио у Котору, Трсту, Бечу и у источној Пољској. У Петроград је стигао 20. јула. У цркви Казански сабор, 6. августа, рукоположен је за архијереја, у присуству цара Николаја I и свих чланова Синода.
Петар II се сусретао са истим проблемима као и његов претходник, који су ограничавали његову власт. Није имао своју војску ни полицију, већ је морао користити пратњу коју му је пружала породица или његово племе. Највећи проблем су била племена на ободима Црне Горе, која га често нису слушала или су се придруживала његовим непријатељима. У свим племенима је постојао стални отпор његовој власти. Није могао да контролише њихове пљачкашке походе на турску територију.
Помоћу руске владе, установио је три нове институције државне власти. Најприје је донесена одлука о оснивању Сената, потом Гвардије која је бројала 156 људи, а након Сената и Гвардије, установљена је и институција перјаника, који су били оружана пратња владара и извршиоци одлука Сената.
Његова слика из 1833. године, када је посвећен за владику, чува се у манастиру Каленићу.

### Канонизација Петра I, побуна због пореза и битка на Грахову
Године 1837. донесена је одлука о обавезном плаћању пореза. Његош је био и вјерски и свјетовни поглавар српског народа у Црној Гори, у којој је била јака национална свијест и патријархални морал, али у којој је владала домаћа анархија, племенска суревњивост и крвна освета. Кад је дошао на власт, одмах је почео да уводи ред и модернизује друштво и државу. Подизао је школе, оснивао судове, правио путеве, узимао поступно сву власт у своје руке и увео порез. У једној културно заосталој средини то је ишло тешко и то је морало бољети овог великога родољуба, који је свом душом био предан народу. „Ја сам владар међу варварима, а варварин међу владарима“, писао је он.

### Друго путовање у Санкт Петербург
На четврто путовање у Беч Његош је отпутовао у септембру 1846. године, оставивши брата Пера, предсједника Сената, задуженог за земљу. На путу за Беч купио је жито у Трсту да би га послао својим гладним земљацима. То је жито плаћао продајом дијамантског прстена који је 1841. године добио од аустријског цара у знак признања аустријско-црногорске границе. Међутим, било је потребно више од мјесец дана да жито стигне до Црне Горе. У јануару 1847. Његош је од Пера добио извјештаје да његови „људи раде било шта да би преживјели”.
Један документ из архиве у Трсту говори о томе да је владика ди Монтенегро приведен и саслушан због продаје скупоцјеног накита. То је било сушне 1847, када је за куповину жита продао одликовање добијено од Метерниха.

Још једанпут је ишао, због државних послова, у Петроград и два пута у Беч. Путовао је и по Италији у циљу разгледања умјетничких споменика, али и ради лијечења. Вијести о поразу на Грахову су ускоро стигле до Санкт Петербурга, и заједно са оптужбама за ненамјенско трошење новца, зацементирали су Његошеву репутацију међу Русима као агресивног провокатора. Његош је одмах затражио дозволу од главара да отпутује у Санкт Петербург и објасни своје поступке пред царем, пошто је Црној Гори све више очајнички била потребна руска финансијска и политичка помоћ. Главари су дали Његошу свој пристанак и кренуо је у Беч, прије него што је уопште добио одговор од Руса на свој први захтјев. Био је приморан да одсједне у Бечу неколико недјеља, док је цар разматрао да ли да га прими у посјету. У Бечу је више времена проводио са Вуком Караџићем, који се тек био вратио са свог проучавања словенских лингвистичких особина у Црној Гори и био је у процесу писања етнографске студије на њемачком језику Црна Гора и Црногорци. Његошеви сусрети са Караџићем привукли су пажњу аустријског канцелара Клеменса фон Метерниха, чије неповјерење према Његошеву је било појачаном захтјевом младог владике за визу зарад пута у Француску, која је тада сматрана колијевком радикалних идеја. Метерних се побринуо да овај захтјев буде одбијен. У писму једном свом подређеном, Метерних је записао да се Његош „духовно и физички развио”. Написао је да Његош показује „мало поштовања за принципе религије и монархије, да не вјерује чврсто у њих и да је под утицајем либералних и револуционарних идеја”. Своју поруку је завршио напоменом да аустријски агенти морају пажљиво да мотре Његоша у земљи и у иностранству.
Цар Николај је 1837. дозволио Његошу да посјети Санкт Петербург, баш када је тешка глад погодила Црну Гору. Његош је одмах осјетио да ће његова посјета руској пријестоници бити другачија од прве. Није топло дочекан као 1833. и Руси су искористили ову прилику да га критикују за његово „некалуђерско” понашање, нарочито на то што је Његош уживао да буде у друштву жена. Упркос овоме, Русија је увећала своје годишње субвенције и обезбиједила пшеницу за становнике Црне Горе угрожене глађу. Иако је црногорска зависност од Русије често доносила сиромашној државици очајнички неопходна средства, она је геополитички била катастрофална за Црногорце, јер су и Османско царство и Аустрија вјеровали да ће излаз Црне Горе на Јадранско море де факто представљати руски пробој у Средоземно море због природе руско-црногорских односа.

### Покушаји модернизације
Његош је остао у Санкт Петербугу мање од мјесец дана. Из града га је испратио руски потпуковник Јаков Озерецковски, који се вратио на Цетиње са црногорским изасланством да лично у царево име нагледа развитак Црне Горе. Његошева посјета Русији га је охрабрила на даље покушаје модернизације. Бројност перјаника и гвардијана је значајно увећана, а Црногорци ухваћени у борбама или вођењу пљачкашких похода на турске пограничне градове су оштрије кажњавани. Његош је основао двије фабрике барута у Ријеци Црнојевића и наредио да се саграде бројни путеви и бунари. Промовисао је пансрпски идентитет међу својим народом, убиједивши Црногорце да покажу солидарност са Србијом и престану да носе фес, који су широм Балкана носили и муслимани и немуслимани. Разлог зашто је ношење феса дуго задржано као дио црногорске народне ношње је било распрострањено вјеровање да је фес првобитно српска капа коју су Турци касније прихватили. Умјесто тога Његош је предложио да се усвоји традиционална округла капа која се често носила у которској регији. 
Такође је установио Обилића медаљу, која је постала највише црногорско војно одликовање све до уједињења Црне Горе са Србијом 1918. У складу са својим тежњама према секуларизацији, Његош је инсистирао да му се обраћају као господару, а не као владици.
Године 1838, угостио је саксонског краља Фридриха Аугуста II, посвећеног природњака који је дошао у Црну Гору да проучава разноврсну флору Црне Горе. Краљ је одсјео у Цетињском манастиру, а Његош је био присиљен да иде из собе у собу да би му удовољио. Изиритиран овим стањем и незадовољан извјештајима њемачке штампе која је описивала Црну Гору као заосталу, Његош је наредио изградњу световног здања које ће му служити и као лична резиденција и као сједиште државе. Ово здање је пројектовао Озерецковски. Здање је било дугачко камено здање са два спрата и 25 просторија, изграђено иза ојачаног зида и окружено одбрамбеним кулама са све четири стране. Налазило се одмах сјевероисточно од Цетињског манастира, а са источне стране је било окренуто према Цариграду. Резиденција је названа Биљарда, по главној соби на другом спрату у којој се налазио сто за билијар који је Његош пренио са јадранске обале на леђима десетак јаких људи. Биљарда се налазила у видокругу недовршене камене куле која је требало да брани манастир од топовске ватре и чија је изградња почела пет година раније. Када је Његош схватио да је њен положај неподесан за једну тврђаву, наредио је да се прекине њена изградња и она је претворена у кулу где су главе обезглављених турских војника набијана на копља и излагана. Претходно су турске главе набијане изван манастирских зидина. Кула је названа Табија, по турској цитадели у Мостару коју је сагради Али-паша, гдје су у сваком тренутку стојале одсјечене главе четворице или петорице Срба.

### Завјера за убиство Смаил-аге Ченгића
Допринос Смаил-аге Ченгића турској побједи на Грахову је била толико велика, да му је Порта подарила властити читлук који се простирао од Гацка до Колашина и био већи од цијеле тадашње Црне Горе. Добитак посједа је са зебњом примљен међу околним турским беговима, који су се плашили да ће његов успон угрозити њихов утицај на власт. Српски кнез Милош Обреновић је 1839. послао писмо Али-паши Ризванбеговићу у ком га је обавијестио да ће Смаил-ага правити план са Портом да га уклони са мјеста херцеговачког везира. Али-паша је одмах писао Његошу, тражећи да организују Ченгићево убиство. Сматрао је да би Његош, који је сматрао Ченгића лично одговорним за масакр на Грахову, жарко жељети прилику да освети своје рођаке. Али-паша је такође сматрао да ће, допуштајући Црногорцима да убију амбициозног херцеговачког бега, он отклонити сумњу са себе, јер су Црногорци имали више него довољно разлога да убију Смаил-агу Ченгића. Његош је средином 1839. почео преписку са Смаил-агом. Његова писма су увјерила Ченгића да му је опроштено за убиства, а требало је да га увјере и у његову безбједност.
Између 1836. и 1840. односи између Смаил-аге и хришћанских становника његовог посједа су се погоршали. Син Смаил-аге, Рустем-бег, је био алкохоличар и често је силовао жене из племена Дробњака и Пивљана док се заустављао у њиховим селима да прикупља порез. Бијесни, Дробњаци су затражили од Његоша помоћ да убију Рустем-бега. Његош је сматрао да би убиство Рустем-бега било ризично јер би се разљутио Смаил-агу, који би желио да се освети Његошу, као и Дробњацима и Пивљанима. Умјесто тога, убиједио је племена да убију самог Смаил-агу, као и његове најближе сараднике, послије чега би Рустем-бег био незаштићен и беспомоћан да освети очеву смрт. Почетком септембра 1840. неки Дробњаци су се побунили и одбили су да плаћају порез Смаил-агином сину, и умјесто тога изазвали Смаил-агу да дође у њихова села и сам прикупи порез. Смаил-ага је организовао запрежну колону до Дробњака и улогорио се у Мљетичку, засеоку из ког се пружао поглед на Никшић. Смаил-ага и његова пратња су 23. септембра упали у засједу око 300-400 Дробњака које су предводили Новица Церовић, Ђоко Маловић и Шујо Караџић. Смаил-ага је покушао да побјегне, али је открио да је један шпијун завезао све коње. Опколили су га у шатору и убили. Још око 40 Турака је убијено у засједи. Мртвом Смаил-аги је Мирко Алексић сјекиром одсјекао главу. Церовић је смјестио главу у кожну торбу и однио ју је Његошу на Цетиње. Његош је био одушевљен исходом завјере и наградио Церовића звањем сенатора.
Убиство Смаил-аге је покренуло низ окршаја у којима су погинули бројни Црногорци и Турци. Вођен жељом да прикрије своју улогу у убиству, Али-паша се претварао да је бијесан и наредио је напад на Дробњаке. Више од 70 дробњачких ратника је убијено, на десетине кућа је спаљено, извори су затровани, а неколико жена је силовано. У исто вријеме, Али-паша је желио да осигура свој положај уклањајући било који разлог за интервенцију Порте. Обратио се Његошу и изразио жељу да води преговоре о миру. Његош је био у дилеми: знао је да неуспјех да се освете Дробњаци представљао ризик да се од њега удаљи значајни дио његових земљака. У исто вријеме, схватио је да би ти преговори могли да увећају територију Црне Горе и донесу дипломатско признање Аустрије и Османског царства, које је жељело мир и окончање сталних окршаја на црногорско-турској граници. Његош и Али-паша су се 1842. срели у Дубровнику да преговарају о миру. Њих двојица су потписали мир у присуство аустријских и руских представника. Када су двојица вођа изашли из палате у којој су вођени преговори, Али-паша је извадио торбу пуну златника и почео да их баца у ваздух. Окупљени Црногорци, међу којима и неколико црногорских главара, су појурили да скупе што је више могуће златника. Али-паша је тиме заправо показао црногорско сиромаштво пред Аустријанцима и Русима и тако осрамотио Његоша.

### Напад Осман-паше Скопљака
Скадарски везир Осман-паша Скопљак је био изузетан политичар и војсковођа. Упркос свом српском поријеклу, мрзио је Црну Гору, а нарочито Његоша. Осман-паша је био зет Смаил-аге Ченгића и кривио је Црногорце за Ченгићеву страшну смрт. Такође је желио да прати стопе свог оца Сулејман-паше Скопљака, који је играо значајну улогу у сламању Првог српског устанка 1813. Осман-паша је 1843. напао јужни дио Црне Горе и брзо заузео стратешки важна острва Врањину и Лесендро у Скадарском језеру. Заузимање ових острва је учинило скоро немогућим трговину Црногораца са Подгорицом и Скадром. Порта је осјетила могућност да умири Црну Гору, па је понудила Његошу да га призна за световног владара Црне Горе, ако он призна суверенитет Порте над својом земљом. Његош је одбио и покушао је да силом врати острва. Црногорци нису имали артиљерију вриједну помена, па се сваки покушај заузимања острва завршавао неуспјехом. Његош је покушао да стекне страну помоћ, нарочито од Русије или Француске. На Његошево изненађење, Руси нису били заинтересовани да се умјешају у спор. Французи, иако су подржавали Црногорце, нису интервенисали. Уједињено Краљевство, као и увијек прије избора Вилијама Гледстона за премијера, стало је на страну Турака. Када је Његош покушао да сагради бродове да поврати острва, Аустријанци су интервенисали да спријече његову намјеру, а касније су одбили да испоруче муницију потребну да би се извршио противнапад.
Велика суша је погодила Црну Гору крајем 1846, а пратила ју је катастрофална глад 1847. Осман-паша је искористио црногорску невољу и обећао неким црногорским главарима велике количине пшенице ако се побуне против Петровића. Његош је затечен неспреман, пошто је већи дио краја 1846. провео у Бечу гдје је надгледао штампање своје поеме Горски вијенац. Вође побуне били су Маркиша Пламенац, капетан перјаника у Црмници и Тодор Божовић, сенатор из племена Пипера. Пламенац је раније био један од Његошевих најближих сарадника. Према предању, планирао је да постане припадник братства Петровића оженивши кћерку Његошевог брата Пера, тако увећавајући своју моћ и углед. Када је Перо удао своју кћер за Пламенчевог рођака, сина свештеника Јована Пламенца, некада одани капетан је промјенио страну и постао агент Осман-паше. Пламенац је 26. марта 1847. повео групу побуњеника у напад на доњу Црминцу заједно за Турцима. На Његошеву срећу, неки чланови Пламенчевог племена су остали вјерни Петровићима. Након двије недеље, војска од око 2000 Петровића, Пламенаца и припадника катунског племена је истјерала Турке из Црмнице. Пламенац је побјегао из Црне Горе и уточиште потражио код скадарског везира, убиједивши га да подигне турско утврђење на острву Грможур да држи на оку Његошеве снаге. Његош је узвратио саградивши одбрамбену кулу која је надгледала Скадарско језеро.
Пошто није могао војнички да порази Турке, Његош се усредсриједио на уклањање оних који су издали њега и његово братство. Неколико недјеља по гушењу буне, обавијестио је Божовића да му је опростио и дао му ријеч да неће повриједити ни њега ни двојицу његове браће ако се врате на Цетиње. Двије стране су се договориле да се сретну у једном селу изван Цетиња. Умјесто да оде на сусрет са Божовићима, Његош је послао неколико помоћника да се у његово име нађу са Божовићима. Божовићи су ухапшени и стријељани. Њихова тијела су јавном изложена као упозорење против неке будуће непослушности. Почетком новембра, Пламенца је убио неки Црногорац на турској територији. Турци су ухватили убицу и објесили га у Скадру. Његош је тог Црногорца посмртно одликовао медаљом Обилића. Осман-паша је убрзо покренуо другу буну. Она је такође угушена, а Његош је наредио да се сви побуњеници стријељају. Потом је послао убицу у Скадар у неуспјешни покушај да се убије Осман-паша, који је такође послао неколико својих убица да убију Његоша, који је преживио неколико покушаја тровања и подметања експлозива испод свог штаба. До 1848. пат-позиција је довела до попуштања тензија како се стање на јужној граници Црне Горе стабилизовало.

### Посљедње године и смрт
До 1849. Његош је почео непрекидно да кашље и ускоро је љекар из Котора открио да болује од туберкулозе. До почетка 1850. било је јасно да је његово стање тешко. Свјестан болне чињенице да Црна Гора није имала ниједног школованог љекара, у прољеће је отпутовао у Котор и саставио свој тестамент. Послао га је поштом вицеконзулу Гагићу у Дубровник, са поруком да му се документ врати неотворен у случају да му се врати здравље. Затим је кренуо у Венецију и Падову, гдје је највише времена провео одмарајући и наочиглед је успио да заустави своју болест. Кашаљ му се вратио послије осам дана. Напустио је Падову и вратио се у Црну Гору у нади да ће му свјеж планински ваздух ублажити симптоме. Провео је љето 1850. одмарајући се и пишући поезију. Његова болест га је спријечавала да лежи, па је морао бити држан у усправном положају, чак и у сну. До новембра 1850. кашаљ се стишао и Његош је кренуо на још један пут у Италију. У Италију је стигао у јануару 1851. у путовао је кроз Венецију, Милано, Ђенову и Рим. Посјетио је рушевине Помпеја са Љубомиром Ненадовићем, а њих двојица су путовали дуж западне обале Италије, дискутујући о филозофији и дневној политици. Ово путовање је забиљежено у књизи Писма из Италије, коју је Ненадовић објавио по Његошевој смрти.
Док је био у Италији, Његош је био узнемирен вијестима о плановима Омер-паше Латаса да нападне Црну Гору. Планирао је још једну посјету Санкт Петербургу да добије руску подршку, али је цар одбио да се састане са њим. Његош се упутио у Црну Гору на љето, пошто је консултовао љекаре у Бечу. Док је био у Бечу, срео је фотографа Анастаса Јовановића, који га је убиједио да му позира у његовом студију. Јовановићев калотип је једина позната фотографија Његоша. Јовановић је такође фотографисао групу перјаника који су пратили Његоша на његовом путу по Италији, као и главаре Мирка Петровића Његоша и Петра Вукотића. Његош се вратио на Цетиње у августу 1851, а његово здравље се брзо погоршавало. Преминуо је 31. октобра, окружен својим најближим сарадницима и само двије недјеље прије свог 38. рођендана.

## Књижевни рад
Његош се није редовно школовао, нити је прошао кроз више школе. Код бокељских калуђера се учио само основној писмености. Послије му је учитељ био Сима Милутиновић, који такође није прошао кроз редовне школе. Он је код Његоша развио љубав према народној поезији, указивао му на њене љепоте и подстицао га на писање. Он га је вјероватно упућивао у митологију и класичну старину уопште. Митолошки рјечник, наклоност према архаизмима и новим ријечима, Његош је примио од Милутиновића. На Његоша је утицао и Лукијан Мушицки, који је 1830-их година имао глас великог пјесника. Класичну грчку поезију читао је на руском а један дио „Илијаде“ је превео са руског на српски језик, у народном десетерцу. Његош је био под утицајем античког класицизма, посредно и више формално, скоро искључиво у рјечнику. Уколико је више пјевао и продубљавао своју личност, утолико се све више ослобађао тог утицаја. Његово најбоље дјело, Горски вијенац, узвишеном дикцијом и обликом подсећа на грчку трагедију; па ипак, дјело је у потпуности самостално и као непосредан производ народног духа и језика. Поред руског, Његош је познавао и француски и италијански, и на тим језицима читао највеће пјеснике и мислиоце.
Његош је почео да пише још као дјечак. То су биле кратке и безначајне пјесме, сасвим у духу народне поезије, често испјеване уз гусле. Сима Милутиновић је у своју збирку народних пјесама унио пет за које тврди да су Његошеве. Касније, 1834. године, објавио је двије збирчице пјесама, гдје има и неколико пјесама у којима се већ назире генијални пјесник Луче микрокозме и Горског вијенца. Међу пјесмама у којима превладава дубок и смио мисаони лиризам нарочито се истичу: „Црногорац к свемогућем Богу“, „Вјерни син ноћи пјева похвалу мислима“ и „Ода Сунцу“. Остале пјесме пјевају савремена црногорска јунаштва и испјеване су сасвим у духу народне пјесме. Његош је, у вријеме непрекидних бојева с Турцима, занесено волио народне пјесме, скупљао их и сам стварао нове. Поред пјесама у поменутим збиркама, штампао је касније и два краћа спјева у истом духу и размјеру: „Кула Ђуришића“ и „Чардак Алексића“. Године 1854, објављена је „Слободијада“, епски спјев у десет пјевања, у коме се славе црногорске побједе над Турцима и Французима. Његош је хтио да посвети своју »Слободијаду« престолонасљеднику Александру, али то му није било дозвољено, пошто је руска цензура дала неповољан суд о владичином дјелу. Вук Караџић је сматрао да је и друге пјесме о новим бојевима црногорским испјевао управо Његош. Он је радио и на прикупљању народних пјесама и издао их у збирци Огледало српско, коју је посветио Александру Пушкину са посветом која је првобитно гласила: „Благодјетелни генију славјански, на пјевање небом помазани, који сједиш на светој кафедри у средини великог народа, теби ово дјело посвећујем.” По савременим листовима и часописима изишао је знатан број његових краћих пјесама, пригодног и моралног карактера, као и велики број ода и посланица. Његош је почео скромно, подражавајући народну поезију или учену и објективну савремену лирику, какву је прије њега писао Лукијан Мушицки и његови сљедбеници. Али се он све више развијао, истина поступно, али снажно и сигурно. Читањем и размишљањем, он је улазио у све теже моралне и филозофске проблеме, све дубље и потпуније уобличавао своје умјетничко изражавање и посљедњих седам година живота створио три своја главна дјела: „Луча микрокозма“, „Горски вијенац“ и „Лажни цар Шћепан Мали“.
Његова дјела превођена су на више језика, укључујући и јапански („Горски вијенац“, „Луча микрокозма“). „Горски вијенац“ на француски језик препјевала је Биљана Јаневска, у десетерцу.

## Наслеђе
Београдски дневни лист Политика од 18. септембра 1925. године комплетан број посвјетио је у сјећање и славу на Петра II Петровића Његоша. На насловној страни овог листа, изнад написа „ПОЛИТИКА“, изнад кога никада и ништа није писало, стоји: „Његошев број“, што је преседан у цјелокупној историји излажења овог листа.
Пре Другог светског рата, негде од 1934, постојало је Друштво за подизање споменика Његошу. Пре него у земљи, Његош је добио бисту у Кливленду, маја 1937, у Културалном врту.
Установљен је Орден Његоша.

### Његош као светитељ
Петар II Петровић Његош је на нивоу Митрополије Црногорско-приморске канонизован, и уведен у ред светитеља као Свети Митрополит Петар Други Ловћенски Тајновидац. На нивоу Митрополије црногорско-приморске, 19. мај је установљен као датум празновања Светог Митрополита Петра Други Ловћенског Тајновидца као светитеља. На својој првој икони, која је 19. маја 2013. унијета у Цетињски манастир, Свети Митрополит Петар Други Ловћенски Тајновидац је представљен у архијерејским одеждама. У десној руци он држи ловћенску цркву Светог Петра Цетињског, а у лијевој свитак са стиховима из „Луче микрокозме“. Стихови на првој икони Његоша посвећени су васкрснућу Христа, а налазе се на самом крају „Луче“. Први храм посвећен Светом Митрополиту Петру Ловћенском Тајновидцу, подигнут је у Бару, у порти храма Светог Јована Владимира. Храм је идентична копија Његошеве завјетне цркве, која се налазила на Ловћену, гдје су по сопственој жељи почивали светитељеви посмртни остаци.

### Његошева капела
Књаз Данило је извршио аманет, и пренио стричеве остатке на Ловћен 1855. године. Невријеме и громови су растрошили капелицу али се кнез Никола послије ратних побједа сјетио да је 1879. године притврди и осигура громобранима.
Кад је Аустрија у Првом свјетском рату освојила Црну Гору, генерални гувернер фон Вебер наредио је да се Његошеве кости пренесу на Цетиње, што је и учињено 12. августа 1916. године. Ископавање су вршили војници и многе кости су, како наводи Владика Дожић, због непажње изгубљене. Један аустријски војник, Србин, нашао је 3 кошчице непокупљене, узео их, сачувао кроз рат и доставио Цетињу. На дан 23. септембра 1925. године, краљ Александар Карађорђевић је извршио свечани пренос Његошевих костију у капелу и мраморни саркофаг, који је наредио да се изгради посебно за ту намјену. На мјесту старе капеле која је срушена 1974. године подигнут је маузолеј.

### Његошев маузолеј на Ловћену
Његошев маузолеј налази се у Националном парку Ловћен, на Језерском врху (1.657 m), другом по висини врху планине Ловћен. Подигнут је по замисли хрватског вајара Ивана Мештровића. Од Цетиња до маузолеја води асфалтни пут у дужини од 21 км. До маузолеја води степениште са 461 степеником, које пролази кроз тунел пробијен у масиву Ловћена.
Маузолеј је подигнут на мјесту на коме се претходно налазила капела – Његошева заветна црква, коју је око 1845. године за живота подигао Његош у славу Светог Петра Цетињског, са жељом да у њој буде сахрањен. Црква је гранатирана у оба свјетска рата. Срушена је 1974. године, упркос противљењу Митрополије и православних вјерника и на њеном мјесту подигнут је данашњи маузолеј.

### Судбина Његошеве заоставштине
Његошеве ствари су пропадале и губиле се неповратно. Томе су доприносиле промјене власти, ратови, ширење Цетиња, а понајвише немар и несхватање њиховог значаја. Његош је, међутим, чувао сваки папирић и сваку ситницу. Без трага су нестали његова одјећа, оружје, пера, дивити и чибуци. Књиге с његовим примједбама на маргинама годинама су се вукле по цетињским школама и нестајале. Од свег намјештаја, од слика из његових соба, од личних ствари — преживјела је једна фотеља. Преживјело је више његових портрета, и то изван Црне Горе. Његов билијар је изгорео у хотелу на Дурмитору, кад су партизани 1942. године спалили Жабљак. Куле и оградни зидови Биљарде су порушени, а она преправљена. Бријест крај Биљарде је посјечен да би се направило мјесто споменику убијеног краља Александра Карађорђевића. Његошеве топове су одвукли аустријски окупатори у своје ливнице. Нестали су и његови рукописи, чак и најважнији: „Луча микрокозма“ и „Лажни цар Шћепан Мали“.
Српска академија наука и умјетности је новембра 2013. свечано обиљежила два вијека од рођења Његоша. По њему је названа ОШ „Петар Петровић Његош” Савски венац.

## Одабрана дјела
- Луча микрокозма (1845)
- Горски вијенац (1847)
- Лажни цар Шћепан Мали (1851)
- Огледало српско

### Поеме
- Црногорац к свемогућему Богу (1834)
- Ода на дан рођења сверусијског императора Николаја Првога (1834)
- Заробљени Црногорац од виле (1834)
- Кнезу Метерниху (1836. или почетак 1837. године)
- Плач или жалосни спомен на смрт мојега десетољетног синовца Павла Петровића Његоша, пажа его величества императора Николаја I-го (1844)
- Мисао (1844)
- Посвећено Г. С. Милутиновићу (1845)
- Полазак Помпеја (1851)

## Галерија
- Српске новине- објава Његошеве смрти
- Његошев рукопис (писмо руском вицеконзулу у Дубровнику Јеремији Михајловичу - Јеремији М. Гагићу од 26.10.1830. г.)
- Његошев потпис: Радивој Петрович (Писмо Јеремију Михајловичу од 26.10.1830. г.)
- Србска граматика, 1838.
- Насловна страна „Политике“ од 18.9.1925. г.
- Његош на српском динару
- Споменик Његошу у његовом маузолеју на Ловћену, рад вајара Ивана Мештровића
- Споменик Петра II Петровића Његоша у Београду испред зграде Филозофског факултета, рад вајара Сретена Стојановића. Подигнут је 1994. године.[85]
- Споменик у Аранђеловцу